# Dražen Anzulović
Dražen Anzulović (Zagreb, 7. svibnja 1967.), hrvatski košarkaški trener i bivši košarkaš. Bivši je izbornik hrvatske košarkaške reprezentacije i trenutno vodi KK Zadar. 
Igrao je '80-ih i '90-ih, na položaju beka.

## Igračka karijera

### Klupska karijera
U karijeri je igrao za "Cibonu".

## Trenerska karijera
Bio je trenerom "Cibone", a u lipnju 2007. se odlučio za permski "Ural Great" (srpanj 2007 – veljača 2008). 
Vodio je i Cedevitu, kasnije Dabrowu Gorniczu, bio pomoćnik Aci Petroviću u reprezentaciji, a 27. travnja 2018. godine imenovan je izbornikom hrvatske reprezentacije. Smijenjen je 2. svibnja 2019. godine.

## Vanjske poveznice
- Životopis na stranicama Hrvatskog zbora sportskih novinara  Arhivirana inačica izvorne stranice od 22. lipnja 2007. (Wayback Machine)

| Cibona Zagreb   | Cibona Zagreb |
| --------------- | --- |
|                 | |
| Dvorana         | Košarkaški centar Dražen Petrović \| Dom sportova                                                                      |
|                 | |
| Treneri         | Neven Spahija \| "Aco" Petrović \| Dražen Anzulović \| Velimir Perasović \| Željko Pavličević                          |
|                 | |
| Važne ličnosti  | Mirko Novosel |
|                 | |
| Poznati igrači  | Krešimir Ćosić \| Dino Rađa \| Franjo Arapović \| Dražen Petrović \| Alan Anderson \| Andro Knego \| Danko Cvjetičanin |
|                 | |
| Klupski nadimak | Vukovi s Tuškanca |
|                 | |
| Klupski slogan  | heja-heja cibosi |
|                 | |
| Vezani članci   | Muzejsko-memorijalni centar Dražen Petrović \| Mirkova cigara \| Međunarodna natjecanja                                |

| Cibona Zagreb   | Cibona Zagreb |
| --------------- | --- |
|                 | |
| Dvorana         | Košarkaški centar Dražen Petrović \| Dom sportova                                                                      |
|                 | |
| Treneri         | Neven Spahija \| "Aco" Petrović \| Dražen Anzulović \| Velimir Perasović \| Željko Pavličević                          |
|                 | |
| Važne ličnosti  | Mirko Novosel |
|                 | |
| Poznati igrači  | Krešimir Ćosić \| Dino Rađa \| Franjo Arapović \| Dražen Petrović \| Alan Anderson \| Andro Knego \| Danko Cvjetičanin |
|                 | |
| Klupski nadimak | Vukovi s Tuškanca |
|                 | |
| Klupski slogan  | heja-heja cibosi |
|                 | |
| Vezani članci   | Muzejsko-memorijalni centar Dražen Petrović \| Mirkova cigara \| Međunarodna natjecanja                                |